# 仇怡
仇怡（1978年3月—），籍贯湖南省沅江市，中华人民共和国学者、教授、博士生导师，现任中南林业科技大学校长兼党委副书记。主要研究方向是开放经济、技术进步与区域创新。

## 生平
1978年3月，仇怡出生在湖南省沅江县（今沅江市），她是中国社会科学院城市发展与环境研究所博士后，1998年11月加入中国共产党，2006年4月参加工作。仇怡曾是国家公派墨尔本大学的访问学者。
仇怡早年在湖南科技大学任职，先后出任团委副书记，社科处副处长，商学院党委书记、院长，党委委员、宣传部部长。
2021年1月，仇怡调入中南林业科技大学出任党委委员、副校长，2023年3月出任中南林业科技大学党委副书记，2024年3月晋升中南林业科技大学党委副书记、校长，是中南林业科技大学建校以来的首位女校长。